# 圣伊波利特 (东比利牛斯省)
圣伊波利特（法語：Saint-Hippolyte，法語發音：[sɛ̃t‿ipɔlit] ⓘ）是法国东比利牛斯省的一个市镇，属于佩皮尼昂区。

## 地理
圣伊波利特（42°47'3"N, 2°58'0"E）面积14.65 平方千米，位于法国奧克西塔尼大區东比利牛斯省，该省份为法国大陆部分最南部的省份，涵盖了北加泰罗尼亚，北起奥德省，西接阿列日省和安道尔，南与西班牙接壤，东临地中海。
与圣伊波利特接壤的市镇（或旧市镇、城区）包括：圣洛朗德拉萨朗克、克莱拉、萨尔斯堡、勒巴尔卡雷斯、勒卡特。
圣伊波利特的时区为UTC+01:00、UTC+02:00（夏令时）。

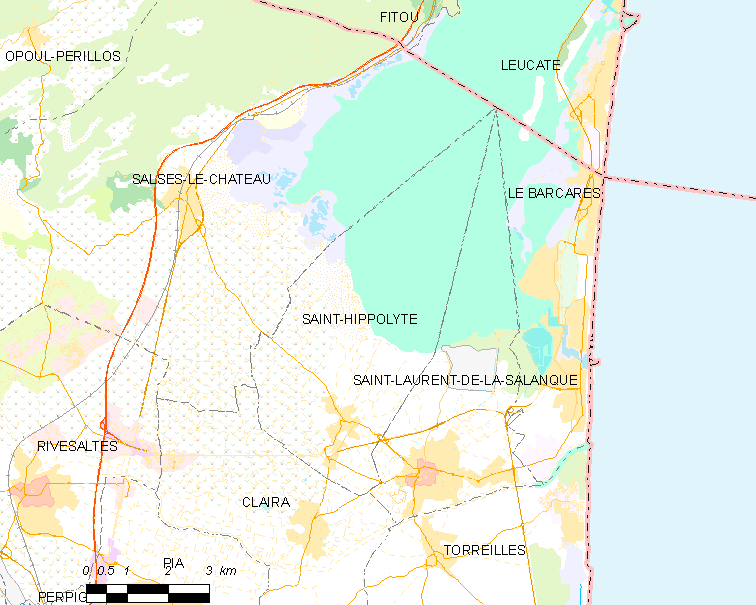
圣伊波利特的OSM定位图

## 行政
圣伊波利特的邮政编码为66510，INSEE市镇编码为66176。

## 政治
圣伊波利特所属的省级选区为萨朗克海岸县。

## 人口

1962-2008年间圣伊波利特人口变化图示

圣伊波利特于2022年1月1日时的人口数量为3177人。